# Adelphocoris superbus
Adelphocoris superbus är en insektsart som först beskrevs av Philip Reese Uhler 1875.  Adelphocoris superbus ingår i släktet Adelphocoris och familjen ängsskinnbaggar. Inga underarter finns listade i Catalogue of Life.